# 에클라비아 - 더 로열 가드
에클라비아 - 더 로열 가드(Eklavya)는 인도에서 제작된 비두 비노드 쇼프라 감독의 2007년 액션, 드라마, 스릴러 영화이다. 아미타브 밧찬 등이 주연으로 출연하였고 비두 비노드 쇼프라 등이 제작에 참여하였다.

## 출연

### 주연
- 아미타브 밧찬
- 사이프 알리 칸

### 조연
- 산제이 더트
- 비드야 발란
- 재키 슈로프
- 보만 이라니
- 지미 셰르길
- 라이마 센
- 샤밀라 타고어
- 파리크샷 사니
- 미타 바시슈트

## 제작진
- 프로듀서: 라지쿠마르 히라니
- 프로듀서: 비르 초프라
- 미술: 니틴 찬드라칸트 데사이